# Linia kolejowa nr 683
Linia kolejowa nr 683 – dawna linia kolejowa łącząca Czarków – Borowiany. Linię otwarto w 1953 r., a 22 grudnia 1980 r. przeprowadzono jej elektryfikację. Jej długość wynosiła 1,93 km.